# Lilla bäckenet
| Lilla bäckenet, kraniell vy.                                                                                     |
| Lilla bäckenet, kaudal vy.                                                                                       |
| Lilla bäckenets diametrar hos kvinnan. Kraniell respektive kaudal vy. Illustrationer: Gray's Anatomy, 1918. (PD) |

Lilla bäckenet eller äkta bäckenet (latin: pelvis minor) är, i människans skelett, den delen av bäckenet (pelvis) som ligger nedanför och bakom linea terminalis och som består av korsbenet (os sacrum), svansbenet (os coccygis) och nedre delen av höftbenet (os coxae).
Lilla bäckenet delas i en bäckeningång, en bäckenutgång och en bäckenhåla.

## Bäckeningången
Bäckeningången eller övre bäckenöppningen (apertura pelvis superior) bildas lateralt av linea pectinea på lårbenet och linea arcuata på höftbenets insida, framtill av blygdbenen och baktill av korsbenets övre ledyta. Bäckeningången är hjärtformad med en trubbig vinkel riktad framåt och den fördjupning som promontoriet bildar riktad bakåt.
Bäckeningången har tre huvudsakliga diametrar:
- En anteropostior diameter (bakifrån och framåt) som sträcker sig från promontorium på korsbenet till blygdbensfogen (symphysis pubica) och hos kvinnan i genomsnitt är omkring 110 mm lång.
- En transversell diameter som sträcker sig över ingångens bredaste parti och hos kvinnan i genomsnitt är 135 mm.
- En diagonal diameter som sträcker sig från sakroiliakaleden på ena sidan till en punkt på höftbenets insida som motsvarar höftledsgropen.

## Bäckenhålan

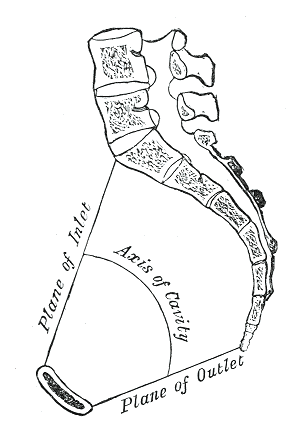
Sagittalsektion genom bäckenet som visar bäckenhålans krökta form.
Illustration: Gray's Anatomy, 1918. (PD)

Bäckenhålan (cavitas pelvis) är det mellanliggande rum som avgränsas framåt av blygdbensfogen och blygdbenens övre gren (ramus superior ossis pubis), bakåt och uppåt av korsbenets och höftbenens ytor och lateralt av tarm- och sittbenen inre/nedre ytor.
Bäckenhålan har formen av en kort och krökt kanal med den kortare väggen riktad framåt och den längre bakåt. Den rymmer bland annat urinblåsa, ändtarm och delar av könsorganen. Hos nyfödda är bäckenet fortfarande litet och dessa organ återfinns därför till viss del i bukhålan för att först efter omkring fem år rymmas i bäckenhålan. Könsspecifika skillnader framkommer först under puberteten.

## Bäckenutgången
Bäckenutgången eller nedre bäckenöppningen (apertura pelvis inferior) har en mycket oregelbunden form och avgränsas baktill av svanskotans spets, lateralt av de två utskotten på sittbenen (spina ischiadica) och framtill av blygdbensfogen och övergången mellan blygdbenens och sittbenen.
Bäckenutgången har formen av en romb som baktill avgränsas av sakrotuberalligamenten. I samband med förlossning mjuknar dessa ligament samtidigt som svansbenet riktas mer bakåt vilket vidgar utgången.